# Ophiopogon menglianensis
Ophiopogon menglianensis är en sparrisväxtart som beskrevs av Hsi Wen Li. Ophiopogon menglianensis ingår i släktet Ophiopogon och familjen sparrisväxter. Inga underarter finns listade i Catalogue of Life.